# Amelia Denis de Icaza (Panamá)
Amelia Denis de Icaza es un corregimiento del distrito de San Miguelito en la provincia de Panamá, República de Panamá. La localidad tiene 38.397 habitantes (2010). Su cabecera es Pan de Azúcar.